# 安東尼奧·奧特古
安東尼奧·奧特古(Antonio Islam Otegui Khalifi，1998年3月7日—），是一名西班牙的職業足球運動員，司職中場，現效力於西班牙足球甲級聯賽奧沙辛拿。

## 外部連結
- 安東尼奧·奧特古在BDFutbol中的档案
- Soccerway資料庫：安東尼奧·奧特古